# Glosli
Glosli ist eine Ortschaft in der norwegischen Kommune Fredrikstad in der Provinz (Fylke) Østfold. Der Ort hat 775 Einwohner (Stand: 1. Januar 2024).

## Geografie und Verkehr
Glosli ist ein sogenannter Tettsted, also eine Ansiedlung, die für statistische Zwecke als eine städtische Siedlung gewertet wird. Die Ortschaft liegt etwa sechs Kilometer östlich der Altstadt von Fredrikstad. Durch Glosli führt der Fylkesvei 107, der von Fredrikstad aus in den Osten verläuft.

## Geschichte
In der Zeit von 1910 bis 1963 gehörte Glosli zur Kommune Torsnes, die zum 1. Januar 1964 gemeinsam mit anderen Kommunen in Borge aufging. Diese wurde wiederum 1994 Teil von Fredrikstad.